# Hôtel des Monnaies de Nantes
Pour les articles homonymes, voir Hôtel des Monnaies.
L'hôtel des Monnaies qui avait pour mission de frapper des médailles ou de la monnaie, à Nantes, occupa plusieurs bâtiments successifs.

## L'ancien Hôtel des Monnaies, quartier duBouffay
Installé depuis le XIIIe siècle dans une maison particulière de la rue des Pallefroiz (rue parallèle à celle des Petites-Écuries) disparue au XVe siècle, redécouverte lors des fouilles de l’îlot Lambert, l’atelier monétaire de Nantes est transféré, sur l’ordre du duc de Bretagne Charles de Blois, dans la tour du Port Maillard (extrémité de la rue des Petites Écuries) avant 1357. Cette tour fortifiée, située tout près du port et du château, permettait d’assurer la sécurité de cette importante institution publique, véritable banque, source de revenus considérables pour le duché de Bretagne. Mais bien vite, sous le coup d’une forte croissance de son activité, la Monnaie de Nantes, qui faisait déjà travailler 80 familles au XVe siècle, dut s’étendre au-delà de la simple tour médiévale. Au XVIIe siècle, la Monnaie occupe un bâtiment, adossé au rempart, allant de la rue des Petites Écuries à la place du Bouffay, soit un quadrilatère de près de 45 m de long pour 30 de large.
Cet édifice complexe, à la fois fonderie, atelier mécanique, laboratoire, bureau administratif et logement de fonction accueille des dizaines d’ouvriers assurant la transformation annuelle de plusieurs tonnes de métaux précieux, notamment de l’argent, en pièces de monnaie. Mais, au cours du XVIIe siècle, l’activité se réduit et le bâtiment se dégrade rapidement. On décide une fermeture, un abandon même, de 1662 à 1693. Pourtant, le personnel de direction y réside toujours, mais dans des conditions presque insalubres… À sa réouverture, la Monnaie de Nantes, jadis l’une des plus importantes du royaume, n’est plus qu’une ruine : des jambages, des cheminées, des linçoirs sont rompus ; plusieurs poutres porteuses sont cassées (6 sont étayées pour éviter l’effondrement)… Des travaux de rénovation permettent de reprendre la frappe monétaire à Nantes.
Les commandes ne cessent d’augmenter, jusqu’à 22 tonnes de pièces d’argent demandées par le roi en 1718. Il faut réduire les logements de fonction… À la grande colère du personnel de direction… Le bâtiment reste cependant toujours trop petit. Comment l’agrandir alors qu’il est coincé entre les remparts et des édifices publics, notamment les halles du Bouffay ?
1718 : le feu prend chez un perruquier de la place du Bouffay (à l'époque nommé Halles du Bouffay), toutes les halles en bois s’embrasent et la place est dégagée en quelques heures… On décide alors de créer une extension à la Monnaie de Nantes venant clore la partie sud de la place. En 1720, l’Hôtel des Monnaies fait désormais près de 90 m de long, c’est l’un des plus grands de France. L’activité de frappe s’intensifie à nouveau, mais seulement pour un temps. L’année 1786 marque le « chant du cygne » de l’atelier nantais avec la transformation de 12 tonnes d’or en pièces. La production est progressivement réduite.
Pour remédier au manque de pièces de cuivre, l’État révolutionnaire ordonne la fonte des cloches en 1791. La tâche est immense, d’autant que la Monnaie de Nantes a pour mission de fournir seule tout le quart nord ouest de la France. Deux annexes sont alors créées : une fonderie dans l’église Saint-Léonard (aujourd'hui disparue) réquisitionnée et qui se trouvait dans la rue homonyme, ainsi qu'un atelier de frappe à Saumur.

## Le nouvel Hôtel des Monnaies,rue Voltaire

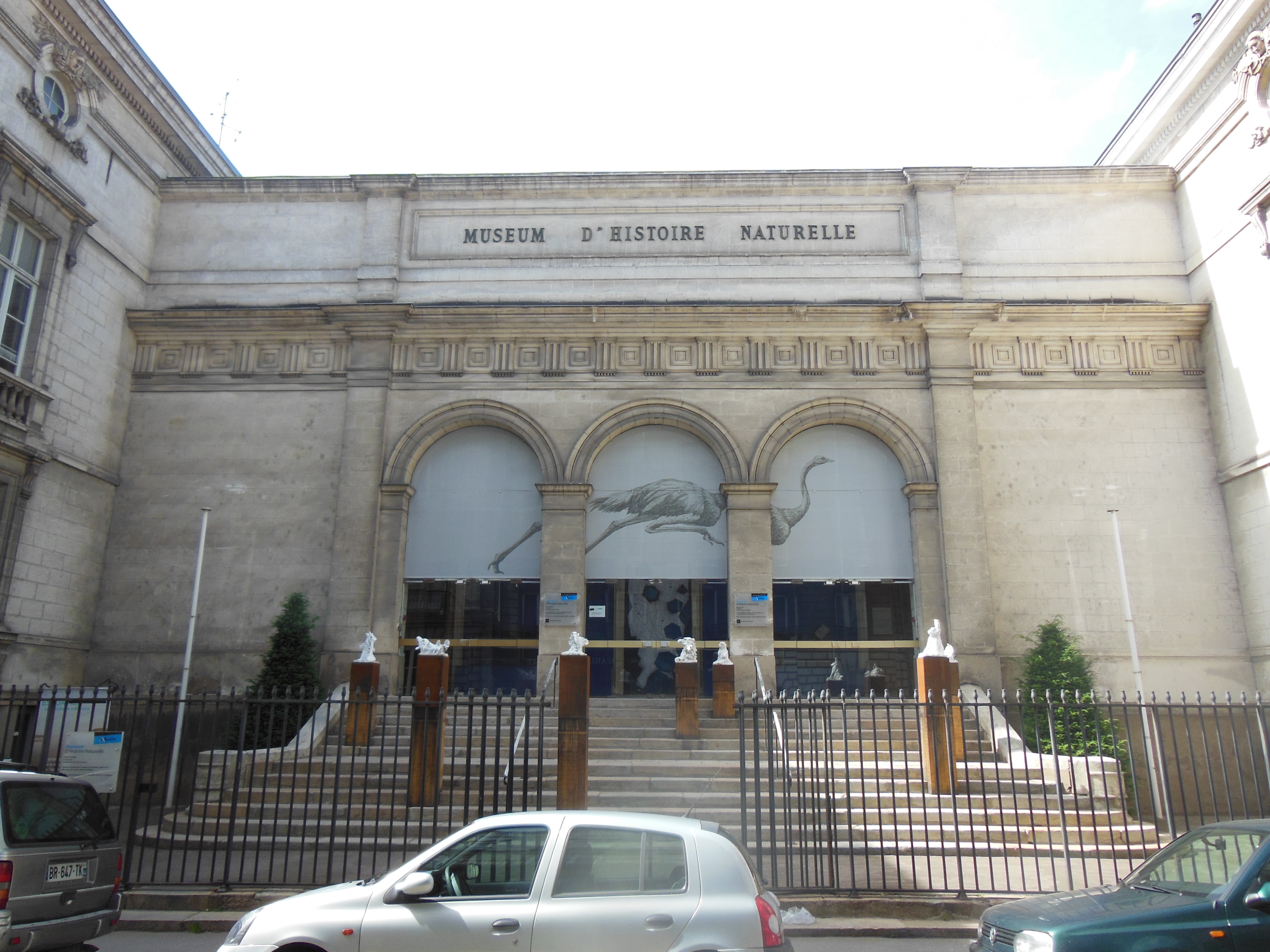
L'Hôtel des Monnaies rue Voltaire, devenu l'actuel Muséum d'histoire naturelle.

Depuis la fin du XVIIIe siècle, la Municipalité projetait d’agrandir les quais sur la Loire, mais l’Hôtel des Monnaies, relevant directement de la Couronne posait problème. Aussi, la venue de Napoléon en 1808, permit de faire connaitre cette difficulté et l’importance du projet directement au souverain. Mais la décision définitive se fera encore attendre, car ce n’est qu’en 1817 que Louis XVIII autorise définitivement la Ville à raser le bâtiment et transférer la Monnaie ailleurs. En juin 1820, la Ville rachète l’Hôtel des Monnaies de la place du Bouffay et le revend pour démolition, qui prendra 2 ans (une rue porte le souvenir de ce premier bâtiment : la rue de l'Ancienne-Monnaie). La construction d’un nouvel Hôtel des Monnaies est alors décidée « rue de Penthièvre » (actuelle « rue Voltaire »).
Ce choix ne doit rien au hasard. La rue de Penthièvre est située tout près d'un nouveau quartier bâti autour de la Place Graslin devenu à l'époque le nouveau centre de gravité de la ville. En outre, c’est un secteur comprenant des jardins, et surtout une vaste friche industrielle composée des restes de la corderie royale Brée et Bodichon incendiée en 1800. Il était donc aisé d’y implanter un important bâtiment, constituant le premier acte d’urbanisation de ce quartier périphérique (en fait, tout ce quartier a été créé « autour » de la Monnaie, d’ailleurs ses habitants l’appelaient alors « le quartier de la Monnaie »).
Les travaux de construction, que la mairie souhaitait les plus brefs possibles (un an ou deux car l’arrêt de la frappe de monnaies occasionnait un handicap pour l’économie locale), sont confiés à Colomb Gengembre (1790-1863), jeune architecte peu expérimenté, fils de Philippe Gengembre, ancien Inspecteur Général de la Monnaie de Paris et directeur de l’usine d’Indret. Le chantier de construction connaissant de nombreux déboires : les travaux n’ont pas duré deux ans comme prévu, mais six années consécutives entre 1821 et 1826 ; les coûts de construction ont atteint 160 000 francs, au lieu des 120 000 qui avaient préalablement été annoncés ; mais surtout, dès les premières pluies, il fallut changer toute la toiture. Sans compter que la fonderie, de seulement 16 m2, se révéla trop petite pour le service et qu’il fallut louer un bâtiment annexe, les matières d’or et d’argent devaient donc traverser la rue.
Et pourtant, après une décennie à peine de service, l’État décidant de se désengager des « Monnaies des Départements », cesse la frappe de pièces à Nantes en 1835 et ordonne la fermeture définitive de cet atelier monétaire en 1837. Après deux expertises et une longue procédure, la Ville rachète le bâtiment et le terrain pour 94 000 francs, mais avec l’obligation de conserver un usage public à cet édifice. Il abritera tout d’abord le Palais de Justice, puis l'École des Sciences et Lettres de 1854 à 1871 et enfin le Muséum d'histoire naturelle à partir de 1875 ainsi que l'École supérieure de commerce de Nantes de 1900 à 1970. La dénomination de place de la Monnaie située à l'arrière du Muséum porte encore le souvenir de cette ancienne activité.

## Pour reconnaître les monnaies de Nantes
Dès le Moyen Âge, les ateliers monétaires étaient responsables de la qualité de leurs productions et devaient les signer.
À l’époque des ducs de Bretagne, les monnaies nantaises étaient reconnaissables à l’initiale N, pour Nantes, placée soit dans les légendes, soit au milieu du dessin, notamment au revers. Après le rattachement de la Bretagne au royaume, Nantes adoptera en 1551 la marque T, comme lettre d’atelier. La lettre T signera toutes les monnaies nantaises jusqu’à la fin des frappes en 1835.